# Sinagoga de Pesaro

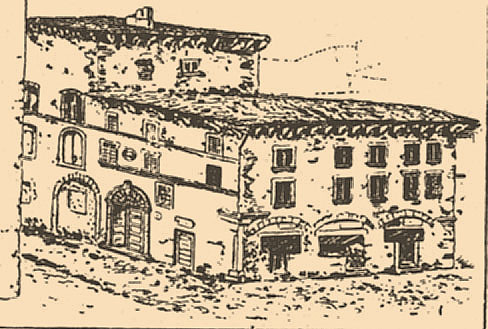
Ilustración de la Enciclopedia Judía Brockhaus & Efron (1906-1913)

La Sinagoga de Pesaro se encuentra en via delle Scuole 23, en el área donde se extendía el gueto judío, en el centro de la ciudad vieja.

## El edificio
En el gueto, establecido en Pesaro en 1632, había dos sinagogas ubicadas en edificios cercanos: una de rito italiano (demolida en la década de 1940 porque no era segura) y otra de rito sefardí. Esta última todavía está intacta en su estructura arquitectónica, con las decoraciones del siglo XVII y la mayoría de los muebles originales.
Como es típico de las sinagogas de gueto, nada delata la presencia del lugar de culto en el exterior. En la fachada hay dos accesos; uno mayor para los hombres (con una pequeña puerta de piedra reconstruida en el siglo XIX) y otro menor para las mujeres a través del cual una empinada escalera conduce directamente a las dos salas del matroneo. En las salas de la planta baja hay un horno para cocinar panes sin levadura, una tina para los baños rituales y un pozo para las abluciones. La amplia y luminosa sala rectangular se encuentra en el primer piso, con un alto techo abovedado, con rosetas de estuco blanco y azul intercaladas con diseños florales. El aron y el tevah se enfrentan en los lados más cortos. El tabernáculo del arón está enmarcado por dos columnas y ventanas. En la pared opuesta está la tevá, que forma una gran galería elevada en la que no solo accedía el oficiante sino también los integrantes del coro. A los lados del balcón hay dos grandes pinturas al temple del siglo XIX: una representa el campamento de los judíos al pie del Monte Sinaí con la tienda-tabernáculo, la otra destaca por ofrecer una rara representación alegórica de Jerusalén en forma femenina con el fondo de un paisaje rural (esta última pintura debe haberse inspirado en los bocetos de algunos peregrinos que regresaban de Jerusalén porque el edificio representado como el Templo es en realidad la mezquita de Omar). Por las cuatro paredes discurre ininterrumpidamente un alto revestimiento de madera y una fila de bancos que se duplica en los lados principales (esta segunda fila de bancos proviene de la desaparecida sinagoga de rito italiano). A lo largo del lado izquierdo del arca, las grandes ventanas del matroneo asoman desde el piso superior, que originalmente estaban cerradas por rejas de madera con incrustaciones de un motivo de pequeñas Estrellas de David.
Con el dramático declive demográfico de la comunidad judía de Pesaro, la sinagoga experimentó un largo período de abandono en el siglo XX que significó la pérdida de algunos de sus muebles más preciados. El aron de madera dorada de 1708, obra del ebanista Angelo Scoccianti de Cupramontana, está en la sinagoga de Livorno desde 1970, el balcón de la tevá está en la sinagoga de Ancona, las rejas de madera del matroneo están en Israel, en Talpiot, cerca de Jerusalén. Desde 1999, la sinagoga, propiedad de la comunidad judía de Ancona, ha sido cedida en préstamo a la Comuna de Pesaro, que desde 2003 ha realizado importantes obras de restauración que han involucrado la decoración de la bóveda, las pinturas y los muebles de madera que quedaron, restituyendo a la sala de oración gran parte de su esplendor original.